# OCA2
OCA2 (полипептид P) — белок, кодируемый геном OCA2, расположенным на 15-й хромосоме. Полипетид P состоит из 838 аминокислотных остатков и имеет молекулярную массу около 110 килодальтон. Является интегральным мембранным белком, обеспечивающим транспорт тирозина — предшественника меланина в меланосомы. Мутации в гене OCA2 часто вызывают глазной и глазокожный альбинизм
Одна из распространённых мутаций гена OCA2 привела к появлению у человека голубых глаз. Предполагается, что данная мутация возникла лишь однажды 6 000 — 10 000 лет тому назад, и все голубоглазые люди имеют общего предка. Но, по последним данным, голубоглазые люди жили в Европе уже 17 тыс. лет назад.